# Dermatias platynogaster
Dermatias platynogaster är en fiskart som beskrevs av Smith och Lewis Radcliffe 1912. Dermatias platynogaster ingår i släktet Dermatias och familjen Oneirodidae. Inga underarter finns listade i Catalogue of Life.